# Xấp xỉ Diophantos
Trong lý thuyết số, lĩnh vực xấp xỉ Diophantine, (được đặt tên theo nhà toán học Diophantus), nhằm nghiên cứu vấn đề "xấp xỉ các số thực bằng số hữu tỉ".
Nếu giá trị tuyệt đối của hiệu độ lớn giữa số thực và "số hữu tỉ xấp xỉ số thực đó" càng nhỏ, thì số xấp xỉ đó càng tốt. Tuy vậy, do tập hợp các số hữu tỉ trù mật trong tập số thực, do đó đối với một số vô tỉ bất kì không có số hữu tỉ nào được coi là xấp xỉ tốt nhất, nói một cách khác, với một số vô tỉ bất kì luôn tồn tại một dãy số số hữu tỉ hội tụ đến nó, tóm lại "chỉ có tốt hơn chứ không bao giờ tốt nhất".
Độ tốt của các "số hữu tỉ xấp xỉ" được đánh giá qua độ lớn của mẫu số.
Ví dụ:
Số 22/7 và 179/57 đều xấp xỉ {\displaystyle \pi }, tuy vậy 22/7 xấp xỉ tốt hơn vì mẫu số của nó nhỏ hơn.

## Xấp xỉ bởi cácsố đại số
Lý thuyết phân số liên tục (thường được áp dụng để biểu diễn căn thức của các số nguyên và các số hữu tỉ (mà kết quả bằng số vô tỉ)), đã được nghiên cứu bằng "phương pháp Diophantine" (tiếng Anh: diophantine point-of-view) bởi Fermat, Euler và các nhà toán học khác.
Vào thập kỉ 40 thế kỉ 18, josheph Liouville công bố một kết quả tổng quát quan trọng liên quan đến các số đại số (định lý về số Liouville):
"Nếu x là số đại số bậc n đối hữu tỉ (tiếng Anh: algebraic number of degree n over the rational numbers) thì tồn tại hằng số c(x) > 0 sao cho:
{\displaystyle {\frac {c(x)}{|q|^{n}}}<\left|x-{\frac {p}{q}}\right|}
đúng với mọi số tự nhiên p, q và q > 0".
Kết quả này cho phép Liouville tạo ra số siêu việt đầu tiên, chứng minh cho sự tồn tại của loại số này. Sự liên hệ giữa lý thuyết xấp xỉ Diophantine và lý thuyết số siêu việt được phát triển cho đến ngày nay. Rất nhiều kĩ thuật chứng minh được sử dụng ở cả hai lĩnh vực đó.
Kết quả của Lioville được củng cố bởi Axel Thue và nhiều nhà toán học khác, cho ra đời định lý Roth.